# Cofidis w sezonie 2021
Cofidis w sezonie 2021 – podsumowanie występów zawodowej grupy kolarskiej Cofidis w sezonie 2021, w którym należała ona do dywizji UCI WorldTeams.

## Transfery
Opracowano na podstawie:
| Przybyli                | Przybyli                 | Odeszli            | Odeszli               |
| Kolarz                  | Poprzednia grupa (2020)  | Kolarz             | Nowa grupa (2021)     |
| ----------------------- | ------------------------ | ------------------ | --------------------- |
| Jean-Pierre Drucker     | Bora-Hansgrohe           | Dimitri Claeys     | Team Qhubeka Assos    |
| Simon Geschke           | CCC Team                 | Cyril Lemoine      | B&B Hotels p/b KTM    |
| Jelle Wallays           | Lotto-Soudal             | Luis Ángel Maté    | Euskaltel-Euskadi     |
| Rubén Fernández Andújar | Euskaltel-Euskadi        | Julien Vermote     | Alpecin-Fenix         |
| Tom Bohli               | UAE Team Emirates        | Jesper Hansen      | Riwal Cycling Team    |
| Szymon Sajnok           | CCC Team                 | Stéphane Rossetto  | Saint Michel-Auber 93 |
| Rémy Rochas             | Nippo-Delko One Provence | Damien Touzé       | AG2R Citroën Team     |
| André Carvalho          | Hagens Berman Axeon      | Mathias Le Turnier | DELKO                 |
| Thomas Champion         | –                        | Marco Mathis       | –                     |
| Hugo Toumire            | –                        | Nicolas Prodhomme  | AG2R Citroën Team     |
| –                       | –                        | Enrico Zanoncello  | Bardiani CSF Faizanè  |

## Skład
Opracowano na podstawie:
| Skład drużyny 2021                       | Skład drużyny 2021   | Skład drużyny 2021 | Skład drużyny 2021                   |
| Imię i nazwisko                          | Data urodzenia       | Państwo            | Poprzednia grupa                     |
| ---------------------------------------- | -------------------- | ------------------ | ------------------------------------ |
| Piet Allegaert                           | 20 stycznia 1995     | Belgia             | Sport Vlaanderen-Baloise (2019)      |
| Fernando Barceló                         | 6 stycznia 1996      | Hiszpania          | Euskadi Basque Country-Murias (2019) |
| Natnael Berhane                          | 5 stycznia 1991      | Erytrea            | Dimension Data (2018)                |
| Tom Bohli                                | 17 stycznia 1994     | Szwajcaria         | UAE Team Emirates (2020)             |
| André Carvalho                           | 31 października 1997 | Portugalia         | Hagens Berman Axeon (2020)           |
| Thomas Champion                          | 8 września 1999      | Francja            | Bourg-en-Bresse Ain Cyclisme (2020)  |
| Simone Consonni                          | 12 września 1994     | Włochy             | UAE Team Emirates (2019)             |
| Jean-Pierre Drucker                      | 3 września 1986      | Luksemburg         | Bora-Hansgrohe (2020)                |
| Nicolas Edet                             | 2 grudnia 1987       | Francja            | Véranda Rideau Sarthe 72 (2010)      |
| Rubén Fernández                          | 1 marca 1991         | Hiszpania          | Euskaltel-Euskadi (2020)             |
| Eddy Finé                                | 20 listopada 1997    | Francja            | VC Villefranche Beaujolais (2019)    |
| Simon Geschke                            | 13 marca 1986        | Niemcy             | CCC Team (2020)                      |
| Nathan Haas                              | 12 marca 1989        | Australia          | Katusha-Alpecin (2019)               |
| Jesús Herrada                            | 26 lipca 1990        | Hiszpania          | Movistar Team (2017)                 |
| José Herrada                             | 1 października 1985  | Hiszpania          | Movistar Team (2017)                 |
| Victor Lafay                             | 17 stycznia 1996     | Francja            | Bourg-en-Bresse Ain Cyclisme (2018)  |
| Christophe Laporte                       | 11 grudnia 1992      | Francja            | AVC Aix-en-Provence (2013)           |
| Guillaume Martin                         | 9 czerwca 1993       | Francja            | Wanty-Gobert (2019)                  |
| Emmanuel Morin                           | 13 marca 1995        | Francja            | Sojasun espoir-ACNC (2018)           |
| Anthony Perez                            | 22 kwietnia 1991     | Francja            | AVC Aix-en-Provence (2015)           |
| Pierre-Luc Périchon                      | 4 stycznia 1987      | Francja            | Fortuneo-Samsic (2018)               |
| Rémy Rochas                              | 18 maja 1996         | Francja            | Nippo-Delko One Provence (2020)      |
| Fabio Sabatini                           | 18 lutego 1985       | Włochy             | Deceuninck-Quick Step (2019)         |
| Szymon Sajnok                            | 24 sierpnia 1997     | Polska             | CCC Team (2020)                      |
| Hugo Toumire (1 sie–31 gru, stażysta)    | 5 października 2001  | Francja            | Chambéry CF (2020)                   |
| Kenneth Vanbilsen                        | 1 czerwca 1990       | Belgia             | Topsport Vlaanderen-Baloise (2014)   |
| Attilio Viviani                          | 18 października 1996 | Włochy             | Sangemini-Trevigiani-MG.K Vis (2019) |
| Elia Viviani                             | 7 lutego 1989        | Włochy             | Deceuninck-Quick Step (2019)         |
| Jelle Wallays                            | 11 maja 1989         | Belgia             | Lotto-Soudal (2020)                  |
| Axel Zingle (1 sie–31 gru, stażysta)     | 18 grudnia 1998      | Francja            | Club Cycliste d'Étupes (2020)        |
|                                          |                      |                    |                                      |
| Źródła: ProCyclingStats Cycling Archives |                      |                    |                                      |

## Zwycięstwa
Opracowano na podstawie:
| Zwycięstwa | Zwycięstwa                          | Zwycięstwa | Zwycięstwa | Zwycięstwa         | Zwycięstwa |
| Data       | Wyścig                              | Państwo    | Kategoria  | Zwycięzca          |            |
| ---------- | ----------------------------------- | ---------- | ---------- | ------------------ | ---------- |
| 3 lut      | Étoile de Bessèges, 1. etap         | Francja    | 2.1        | Christophe Laporte |            |
| 28 mar     | Cholet-Pays de la Loire             | Francja    | 1.1        | Elia Viviani       |            |
| 13 maj     | Circuit de Wallonie                 | Belgia     | 1.1        | Christophe Laporte |            |
| 14 maj     | Trofeo Serra de Tramuntana          | Hiszpania  | 1.1        | Jesús Herrada      |            |
| 15 maj     | Giro d'Italia, 8. etap              | Włochy     | 2.UWT      | Victor Lafay       |            |
| 24 maj     | Mercan’Tour Classic Alpes-Maritimes | Francja    | 1.1        | Guillaume Martin   |            |
| 17 sie     | Tour du Limousin, 1. etap           | Francja    | 2.1        | Christophe Laporte |            |
| 24 sie     | Tour du Poitou-Charentes, 1. etap   | Francja    | 2.1        | Elia Viviani       |            |
| 26 sie     | Tour du Poitou-Charentes, 3. etap   | Francja    | 2.1        | Elia Viviani       |            |
| 12 wrz     | Grand Prix de Fourmies              | Francja    | 1.Pro      | Elia Viviani       |            |
| 15 wrz     | Grand Prix de Wallonie              | Belgia     | 1.Pro      | Christophe Laporte |            |
| 19 wrz     | Grand Prix d’Isbergues              | Francja    | 1.1        | Elia Viviani       |            |

## Ranking UCI
| Ranking UCI | Ranking UCI         | Ranking UCI | Ranking UCI |
| Kolarz      | Kolarz              | Państwo     | Punkty      |
| ----------- | ------------------- | ----------- | ----------- |
| 41.         | Christophe Laporte  | Francja     | 1219 pkt    |
| 49.         | Guillaume Martin    | Francja     | 1038 pkt    |
| 68.         | Elia Viviani        | Włochy      | 813 pkt     |
| 98.         | Jesús Herrada       | Hiszpania   | 650 pkt     |
| 141.        | Piet Allegaert      | Belgia      | 441 pkt     |
| 158.        | Victor Lafay        | Francja     | 388 pkt     |
| 210.        | Pierre-Luc Périchon | Francja     | 309 pkt     |
| 248.        | Simone Consonni     | Włochy      | 256 pkt     |
| 293.        | Rémy Rochas         | Francja     | 221 pkt     |
| 418.        | Anthony Perez       | Francja     | 149 pkt     |
| 430.        | Rubén Fernández     | Hiszpania   | 142 pkt     |
| 430.        | Fernando Barceló    | Hiszpania   | 142 pkt     |
| 538.        | Simon Geschke       | Niemcy      | 104 pkt     |
| 569.        | Jean-Pierre Drucker | Luksemburg  | 97 pkt      |
| 611.        | Emmanuel Morin      | Francja     | 88 pkt      |
| 959.        | Szymon Sajnok       | Polska      | 48 pkt      |
| 1075.       | José Herrada        | Hiszpania   | 38 pkt      |
| 1271.       | Jelle Wallays       | Belgia      | 29 pkt      |
| 1295.       | Nicolas Edet        | Francja     | 27 pkt      |
| 1319.       | Nathan Haas         | Australia   | 25 pkt      |
| 1819.       | André Carvalho      | Portugalia  | 10 pkt      |
| 1988.       | Attilio Viviani     | Włochy      | 8 pkt       |
| 1988.       | Tom Bohli           | Szwajcaria  | 8 pkt       |
| 2040.       | Eddy Finé           | Francja     | 7 pkt       |
| 2718.       | Thomas Champion     | Francja     | 1 pkt       |